# Desmiphora fasciculata
Desmiphora fasciculata es una especie de escarabajo longicornio del género Desmiphora, tribu Desmiphorini, subfamilia Lamiinae. Fue descrita científicamente por Fabricius en 1793.

## Descripción
Mide 12-24 milímetros de longitud.

## Distribución
Se distribuye por Bolivia, Brasil, Colombia, Costa Rica, Ecuador, Guatemala, Guayana Francesa, México, Nicaragua, Panamá y Perú.